# Lina Flórez
Lina Marcela Flórez Valencia (* 2. November 1984 in Carepa) ist eine ehemalige kolumbianische Hürdenläuferin, die sich auf die 100-Meter-Distanz spezialisiert hat. Ihren größten Erfolg feierte sie mit dem Südamerikatitel über 100 m Hürden 2013 sowie zwei Medaillen bei den Panamerikanischen Spielen 2011 in Guadalajara.

## Sportliche Laufbahn
Erste internationale Meisterschaftserfahrungen sammelte Lina Flórez im Jahr 2009, als sie bei der Sommer-Universiade in Belgrad mit 13,48 s im Halbfinale über 100 m Hürden ausschied. Anschließend gewann sie bei den Juegos Bolivarianos in Sucre in 13,48 s die Silbermedaille hinter ihrer Landsfrau Briggite Merlano und siegte mit der kolumbianischen 4-mal-100-Meter-Staffel in 43,96 s. 2011 gewann sie bei den Südamerikameisterschaften in Buenos Aires in 13,23 s die Bronzemedaille über 100 m Hürden hinter ihrer Landsfrau Briggite Merlano und Maíla Machado aus Brasilien. Anschließend gewann sie bei den Zentralamerika- und Karibikmeisterschaften (CAC) in Mayagüez in 12,94 s die Bronzemedaille hinter der Jamaikanerin Vonette Dixon und ihrer Landsfrau Merlano, ehe sie bei den Weltmeisterschaften in Daegu mit 12,94 s im Semifinale ausschied. Daraufhin gewann sie bei den Panamerikanischen Spielen in Guadalajara in 13,09 s die Bronzemedaille hinter der US-Amerikanerin Yvette Lewis und Angela Whyte und sicherte sich dort im Staffelbewerb in 43,44 s gemeinsam mit Jennifer Padilla, Yomara Hinestroza und Norma González die Bronzemedaille hinter den Teams aus Brasilien und den Vereinigten Staaten. Im Jahr darauf nahm sie über die Hürden an den Olympischen Sommerspielen in London teil und schied dort mit 13,17 s in der ersten Runde aus. 
2013 siegte sie in 13,09 s über 100 m Hürden bei den Südamerikameisterschaften in Cartagena und sicherte sich mit der 4-mal-100-Meter-Staffel in 44,01 s gemeinsam mit Eliecith Palacios, María Alejandra Idrobo und Yomara Hinestroza die Silbermedaille hinter dem brasilianischen Team und gewann auch mit der 4-mal-400-Meter-Staffel in 3:36,29 min gemeinsam mit Jennifer Padilla, Rosibel García und Yaneth Largacha die Silbermedaille hinter Brasilien. Anschließend schied sie bei den Weltmeisterschaften in Moskau mit 13,01 s im Halbfinale über 100 m Hürden aus, ehe sie bei den Juegos Bolivarianos in Trujillo in 13,12 s die Goldmedaille gewann. Zudem belegte sie dort in 58,91 s den vierten Platz im 400-Meter-Hürdenlauf und siegte in 3:34,35 min in der 4-mal-400-Meter-Staffel. Im Jahr darauf gewann sie bei den Südamerikaspielen in Santiago de Chile in 13,29 s die Silbermedaille über 100 m Hürden hinter der Panamaerin Yvette Lewis und gewann mit der 4-mal-100-Meter-Staffel in 45,13 s gemeinsam mit María Alejandra Idrobo, Jennifer Padilla und Eliecith Palacios die Bronzemedaille hinter den Teams aus Venezuela und Chile. Im August gewann sie bei den Ibero-Amerikanischen Meisterschaften in São Paulo in 13,18 s die Bronzemedaille über die Hürden hinter der Dominikanerin Lavonne Idlette und Yvette Lewis aus Panama und kurz darauf wurde sie beim Panamerikanischen Sportfestival in Mexiko-Stadt im Finale disqualifiziert. Daraufhin siegte sie in 13,19 s bei den Zentralamerika- und Karibikspielen in Xalapa über 100 m Hürden und gewann mit der Staffel in 44,02 s die Silbermedaille hinter dem venezolanischen Team. 2016 belegte sie bei den Ibero-Amerikanischen Meisterschaften in Rio de Janeiro in 13,88 s den siebten Platz im Hürdenlauf und 2019 beendete sie ihre aktive sportliche Karriere im Alter von 35 Jahren.
In den Jahren 2013 und 2016 wurde Flórez kolumbianische Meisterin in der 4-mal-100-Meter-Staffel sowie 2013 auch in der 4-mal-400-Meter-Staffel.

## Persönliche Bestzeiten
- 100 m Hürden: 12,94 s (+0,9 m/s), 17. Juli 2011 in Mayagüez
- 400 m Hürden: 58,91 s, 28. November 2013 in Trujillo